# Cornelis Huysmans
Cornelis Huysmans (gedoopt Antwerpen, 2 april 1648 – Mechelen, 1 juni 1727) was een  was een Vlaamse barokschilder. Hij was als landschapsschilder actief in Antwerpen, Brussel en Mechelen. Huysmans had een vooraanstaande positie in de Vlaamse landschapsschilderkunst aan het einde van de 17e en het begin van de 18e eeuw. Hij was vooral bekend om zijn pseudo-Italiaanse landschappen met bergen op de achtergrond, die de invloed van Nicolas Poussin en Jacques d'Arthois vertonen.

## Leven
Cornelis Huysmans werd in Antwerpen geboren als zoon van Hendrik Huysmans en Catharina van der Meyden (soms ook 'Catharina van der Heyden' genoemd). Het beroep van zijn vader is verschillend omschreven als dat van bouwmeester of dat van houtbreker, munter ende werckman in Sijne Majesteytsmunte.

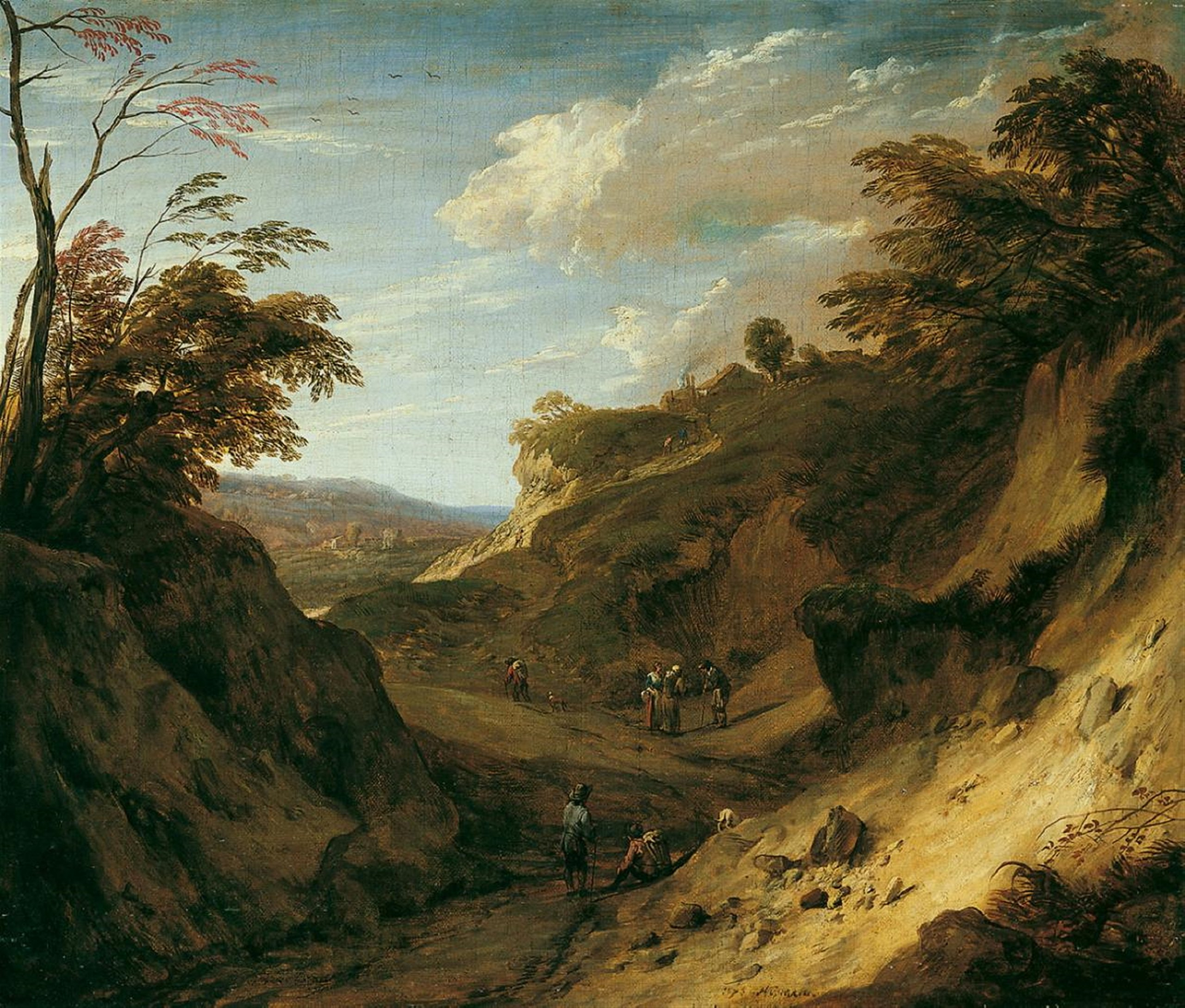
Bergachtig woudlandschap

Na de vroege dood van zijn ouders, stuurde zijn voogd hem in de leer bij de landschapsschilder Gaspar de Witte.  Na zijn leerperiode bij de Witte trok Cornelis Huysmans naar Brussel om er zijn studies voort te zetten.  Hij vestigde zich tussen 1675 en 1682 permanent in Brussel, hoewel hij zijn geboortestad Antwerpen bleef bezoeken. Mogelijk was hij leerling of werkte hij op zijn minst als assistent in het atelier van Jacques d'Arthois in Brussel.  Huysmans werkte voor d'Arthois en tekende twee jaar lang landschappen in de omgeving van Brussel. Rond 1675 deed hij hetzelfde in de Maas-vallei bij Dinant en Namen.  In 1675 werd hij toegelaten als zelfstandig meester van het Sint-Lucasgilde in Brussel. Tijdens een verblijf in Antwerpen in 1681 verklaarde de kunstenaar dat hij op dat moment in Brussel woonde.

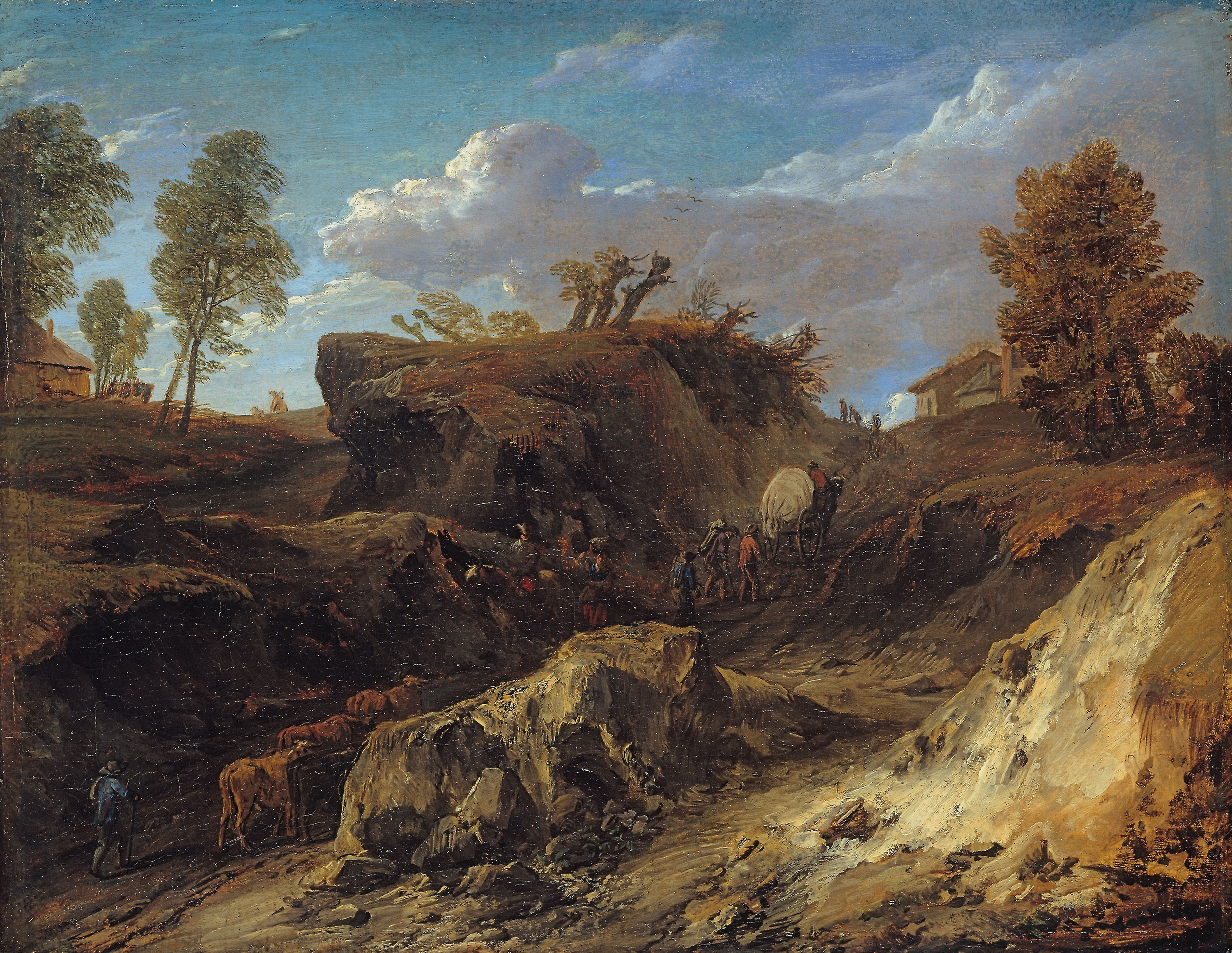
De holle weg

Het jaar daarop verhuisde Huysmans naar Mechelen. Hier trouwde hij op 26 januari 1682 met Maria Anna Scheppers. Het echtpaar kreeg twee zonen en een dochter. Zijn zoon Pieter Balthasar Huysmans, die op 7 januari 1684 werd geboren, werd door zijn vader opgeleid, maar stierf jong in 1706. Van ongeveer 1686 tot 1688 verbleef Cornelis Huysmans in Londen, waar hij blijkbaar de bescherming genoot van vooraanstaande inwoners. Hij schilderde verschillende landschappen op groot formaat voor de Londense markt.
In 1688 tekende Huysmans een overeenkomst met het schildersgilde van Mechelen, waardoor hij in deze stad als schilder mocht werken. Voor dat voorrecht moest hij het gilde 24 gulden en 14 stuivers betalen. In Mechelen maakte Huysmans in 1690 het grootschalige altaarstuk De weg naar Emmaüs voor de plaatselijke Onze-Lieve-Vrouw-over-de-Dijle kerk. Het is nog steeds in situ. Mogelijk kreeg hij later problemen met het schildersgilde in Mechelen toen hij terug verhuisde naar Antwerpen, waar hij in het gildejaar 1706-7 werd toegelaten als meester in het plaatselijke Sint-Lucasgilde. Hij werkte in Antwerpen tot 1716, het jaar waarin hij terugkeerde naar Mechelen, waar hij bleef werken tot zijn dood in 1727.
Hij was de eerste leraar van zijn jongere broer Jan Baptist (1654-1716), die ook landschapsschilder werd, en van diens zoon Pieter Balthasar. In Mechelen waren Augustus-Casimir Redel (August Casimir Redel of Ridel) en Jean Edmond Turner zijn leerlingen.

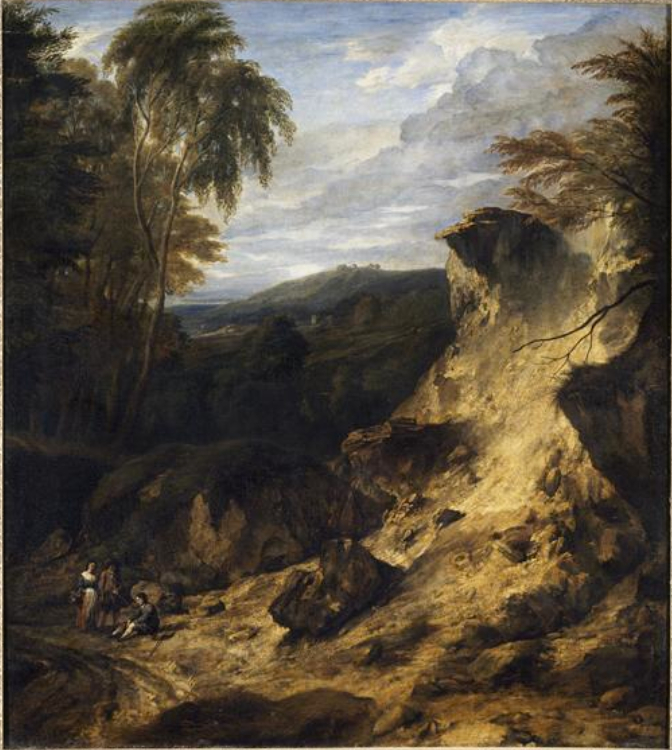
Landschap met steile heuvel

De portretschilder Jacob Huysmans was zijn oom.

## Werk
Cornelis Huysmans schilderde landschappen, zeegezichten, en in mindere mate, religieuze en historische onderwerpen. Hij werkte samen met Jacques d'Arthois in Brussel, en in 1674 met Adam Frans van der Meulen in Maastricht. 

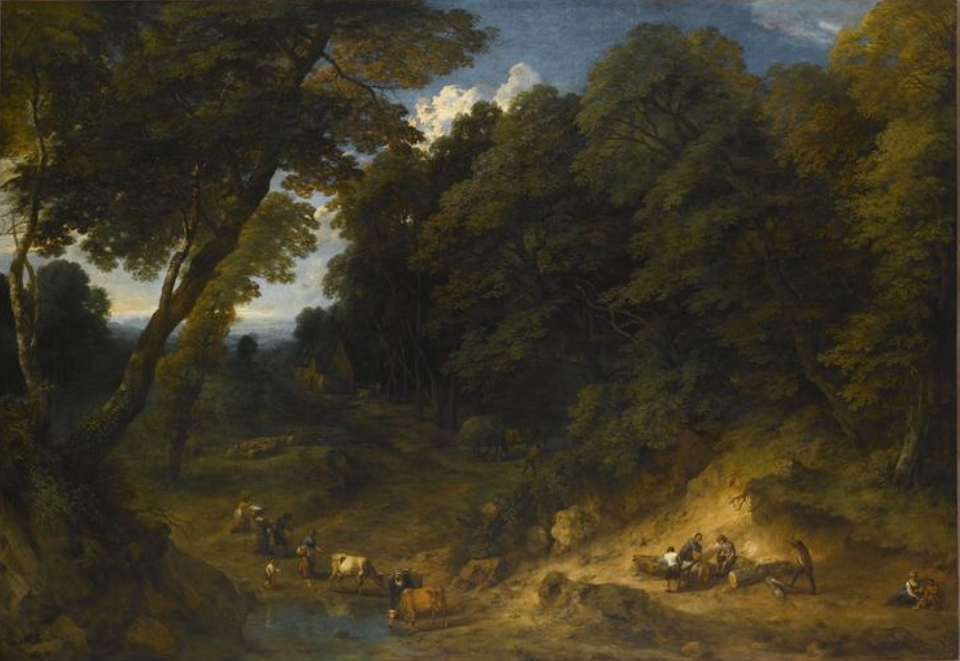
Bosrand met houthakkers

Huysmans' landschappen worden gekenmerkt door hun intensieve en precieze observaties van de natuur, vooral in zijn weergave van bossen en bomen. Hoewel er enige overeenkomst is met de Arcadische werken van Poussin met hun klassieke architectuur, was de belangrijkste invloed op de kunstenaar Jacques d'Arthois.  Zijn zeer decoratieve composities tonen vaak de rand van een bos met een zandbank op de voorgrond.  Hij gebruikte vaak een open plek om een diagonaal in zijn composities te creëren. Met contrasten tussen kleuren en tussen het scherpe licht dat op de wegen valt en de donkere tinten van de boomstammen en het gebladerte die schaduwen werpen creëerde hij dramatisch effecten.  Zijn werken werden uitgevoerd met krachtige penseelstreken. Zijn gebruik van vergelijkbare compositiemiddelen in zijn landschappen wekt de indruk van uniformiteit tussen zijn werken.
In tegenstelling tot de werken van Jacques d'Arthois baadden Huysmans' landschappen in een warm, Italiaans licht.  De uitgesproken mediterrane uitstraling wordt nog benadrukt door zijn keuze van vegetatie en architectuur, die een zuidelijk tintje hebben.  Huysmans slaagde er zo in zijn landschappen een grandeur te geven.